# Homer City
Homer City est un borough situé au sud de la partie centrale du comté d'Indiana, en Pennsylvanie, aux États-Unis,. En 2010, il comptait une population de 1 707 habitants. Le borough est incorporé le 26 septembre 1872.

## Démographie
Lors du recensement de 2010, le borough comptait une population de 1 707 habitants. Elle est estimée, en 2019, à 1 587 habitants.

### Source de la traduction
- (en) Cet article est partiellement ou en totalité issu de l’article de Wikipédia en anglais intitulé « Homer City, Pennsylvania » (voir la liste des auteurs).